# Дакер, Джордж
Джордж Дакер (англ. George Ducker; 27 сентября 1871, Онтарио — 26 сентября 1952, Галт, Онтарио) — канадский футболист, чемпион летних Олимпийских игр 1904.
На Играх 1904 в Сент-Луисе Дакер выступал за сборную Канады. Выиграв два матча, он занял первое место и выиграл золотую медаль.